# Gianni Corsolini
Gianni Corsolini (Bologna, 5 ottobre 1933 – Vedano Olona, 18 febbraio 2021) è stato un allenatore di pallacanestro e dirigente sportivo italiano.

## Carriera
Ha allenato la Pallacanestro Cantù a cavallo tra gli anni cinquanta e sessanta, per un totale di 65 vittorie su 118 partite in campionato. Tra il 1960 ed il 1962 ha ricoperto un ruolo dirigenziale, sempre a Cantù.
Nel 1957, prima di approdare sulla panchina canturina, aveva ricoperto l'incarico di responsabile del settore giovanile della Virtus Pallacanestro Bologna. Terminata la carriera di allenatore, ha continuato come dirigente nella squadra lombarda. Nel 1969 si è trasferito alla Pallalcesto Amatori Udine in qualità di general manager; torna a Cantù, sempre come GM, dal 1986 al 1996.
È stato presidente della Lega Basket dal 1977 al 1979.